# Chrysotus bicolor
Chrysotus bicolor är en tvåvingeart som beskrevs av Vanschuytbroeck 1951. Chrysotus bicolor ingår i släktet Chrysotus och familjen styltflugor.
Artens utbredningsområde är Kongo. Inga underarter finns listade i Catalogue of Life.